# Batalha de Mogadíscio (2009)
Batalha de Mogadíscio de 2009 começou em maio com uma ofensiva islâmica, quando os rebeldes da al-Shabaab e o Hizbul Islam atacaram e capturaram bases do governo na capital, Mogadíscio. Os combates logo se espalharam, causando centenas de mortes, e continuou em vários níveis de intensidade até outubro.
A ofensiva islâmica durou de 8 de maio a 14 de maio e terminou com relativo sucesso, pois os islamistas conseguiram assumir o controle da maior parte da capital, enquanto as forças da ARS-D e do Governo Transicional Federal se retiraram para os territórios protegidos da AMISOM. Mas apesar dos grandes ganhos, os rebeldes não conseguiram derrubar o governo durante os oito dias de combates e os confrontos em pequena escala continuaram até 22 de maio, quando o governo lançou uma grande ofensiva para retomar a cidade, já que as forças islâmicas haviam se retirado para a região central e o governo estava então apoiado pelo poderoso senhor da guerra Indho Ade.
A ofensiva governista inicialmente teve algum sucesso, já que capturaram algumas bases, mas em questão de horas os islamistas lançaram uma contraofensiva bem-sucedida e recapturaram as áreas perdidas e obtiveram ainda mais progressos. Como resultado, a ofensiva do governo foi abortada em 23 de maio.
Essa ofensiva, no entanto, seria retomada em 1 de junho, resultando em uma terceira rodada de combates que durou até 4 de junho e as forças governistas obtiveram enormes ganhos. Os islamistas lançaram uma nova ofensiva em 16 de junho, com duração até 23 de junho, entrando pela primeira vez em redutos do governo em Mogadíscio Oriental, essa ofensiva foi relativamente bem sucedida e a maioria dos bairros como Kaaraan, Shibis, Abdiaziz e Wardhigley cairam para o controle deles.
O governo lançou outra ofensiva em 1º de julho, porém os insurgentes a repeliram com sucesso, obtendo ganhos até 5 de julho, quando o líder da al-Shabaab 
Sheikh Moktar Ali Zubeyr deu às forças do governo um ultimato de cinco dias para entregar suas armas. O ultimato foi rejeitado e, por isso, a al-Shabaab lançou vários ataques contra importantes locais da cidade provocando uma grande contra-ofensiva governista em 11-12 de julho, o que levou à total expulsão das forças islâmicas da cidade. No entanto, os islamitas retornaram em 13 de julho, com grandes reforços da região sudeste do país, as forças do governo se retiraram de todas as posições capturadas e confrontos menores continuaram. A sétima rodada de combates ocorreu entre 21 e 27 de agosto, terminando na generalidade de forma indecisa. No início de outubro, a aliança islâmica al-Shabaab-Hizbul foi rompida por uma luta de poder em Kisimayo, depois que os dois grupos passaram a digladiar entre si. Ambos os grupos mantiveram sua luta contra o Governo Transicional Federal, no entanto, a divisão entre os dois grupos marcou uma tendência decrescente na violência.
Um relatório no final do ano afirmou que 1.739 pessoas foram mortas em 2009 pela violência em Mogadíscio. 